# Novohrîhorivka, Novîi Buh
Novohrîhorivka (în ucraineană Новогригорівка) este un sat în comuna Kameane din raionul Novîi Buh, regiunea Mîkolaiiv, Ucraina.

## Demografie
Componența lingvistică a localității Novohrîhorivka
     Ucraineană (93,88%)
     Rusă (6,12%)
Conform recensământului din 2001, majoritatea populației localității Novohrîhorivka era vorbitoare de ucraineană (93,88%), existând în minoritate și vorbitori de rusă (6,12%).